# Cesare Baronio
Cesare Baronio (en llatí: Caesar Baronio; Sora, 31 d'octubre de 1538 - Roma, 30 de juny de 1607) va ser un historiador i cardenal italià. El seu lema episcopal va ser Obedientia et pax, divisa que el Papa Joan XXIII eligiría posteriorment per a si mateix.

## Biografia
Va cursar estudis d'Humanitats, Teologia i Dret, en diversos centres de Nàpols i Roma. Als 19 anys, i després de vèncer la resistència del seu pare, va entrar en l'Oratori de Sant Felip Neri. Fou ordenat sacerdot l'any 1564, i va exercir el seu ministeri en destacades esglésies romanes, així com en els mitjans més humils de la ciutat.
A causa de la simpatia i afecte que l'unien amb Felip Neri, aquest el va obligar, cordialment, a escometre una monumental obra amb la finalitat de demostrar l'origen diví del Primat romà i l'autenticitat de l'Església catòlica com a exclusiva dipositària dels dogmes i manaments divins. Projectada com una reacció a les famoses Centúries de l'historiador protestant, Matías Flacio –en la qual el seu autor intentava provar l'estreta identitat i similitud de les esglésies reformades amb el cristianisme de la primera hora–, l'obra de Baronius, «Annales Ecclesiastici», és un treball ingent quant als documents i l'exegesi, format per 12 volums, sobre la història de l'Església Catòlica, des dels seu orígens fins a l'any 1198. Els primers volums apareguts ja van proporcionar al seu autor dilatada fama en els mitjans humanistes, i, especialment, en els pontificis.
L'any 1593 va succeir a l'ancià Felip com a Superior de l'Oratori, i a la mort d'aquest el 1596, va ser reelegit per a uns altres tres anys més.
Triat com a confessor per Climent VIII. Fou també Bibliotecari de la Vaticana, cardenal (1596) dels títols dels Sants Nereo i Aquileo; la seva carrera d'honors va ser molt àmplia sota el Pontificat del seu protector, encara que en cap moment va mostrar inclinació cap a les distincions amb què es recompensava la seva labor.
En el conclave que va seguir la mort de Climent VIII, va estar a punt de ser designat com el seu successor; però ho va impedir l'oposició de la Corona espanyola, enemistada amb ell per algunes de les afirmacions impreses en el volum XI de la seva obra —la difusió de la qual va ser prohibida en els dominis de la Monarquia catòlica per ordre de Felip III— i per la seva pretesa proclivitat cap a França. Malgrat això, va estar de nou a punt de ser Papa a la mort de Lleó XI; però les seves incessants súpliques en sentit contrari van determinar l'elecció de Pau V. Poc abans de morir expressaria per això la seva gratitud als seus companys de cardenalat en el XII i últim volum dels seus Annals.
La valoració de la seva obra, tant dels Annals, principalment, com del seu Martirologi Romà, ha experimentat diverses oscil·lacions. La crítica no ha deixat de subratllar els errors de detalls, l'escàs coneixement que de la llengua grega posseïa Baronius, el to de controvèrsia i apologia que adopta a vegades, etc. No obstant això totes aquestes ombres, nombroses de les quals són imputables a l'estat dels coneixements de la seva època i el seu esforç solitari i mancat de col·laboradors, els historiadors actuals de l'Església veuen en els Annals una peça fonamental del seu estudi i reconstrucció per a la totalitat dels treballs realitzats ulteriorment.
Al cardenal Baronio se li atribueix la frase que després utilitzaria Galileo Galilei: "La Bíblia va ser escrita per a mostrar-nos com arribar al Cel, no com és el cel"